# Omloop van de Westhoek
La Omloop van de Westhoek (oficialmente: Omloop van de Westhoek-Memorial Stive Vermaut (en neerlandés)) es una carrera ciclista femenina de un día que se disputa en la ciudad de Ichtegem y sus alrededores en la Provincia de Flandes Occidental en Bélgica.
La carrera proviene de una prueba masculina del mismo nombre, cuya primera edición se corrió en 1955 y para 2018 dicha carrera se convierte en una prueba femenina haciendo parte del Calendario UCI Femenino como carrera de categoría 1.2.
La carrera rinde tributo al ciclista Stive Vermaut nacido en Ostende en la Provincia de Flandes Occidental y quien falleciera en el año 2004.

## Palmarés
| Año  | Ganador           | Segundo       | Tercero                 |           |
| ---- | ----------------- | ------------- | ----------------------- | --------- |
| 2018 | Floortje Mackaij  | Lorena Wiebes | Marjolein van 't Geloof |           |
| 2019 | cancelada         | cancelada     | cancelada               | cancelada |
| 2020 | cancelada         | cancelada     | cancelada               | cancelada |
| 2021 | Christine Majerus | Amy Pieters   | Thalita De Jong         |           |

## Palmarés por países
| País         | Victorias |
| ------------ | --------- |
| Países Bajos | 1         |
| Luxemburgo   | 1         |